# Juan Donoso Cortés
 (mars 2023).
Si vous disposez d'ouvrages ou d'articles de référence ou si vous connaissez des sites web de qualité traitant du thème abordé ici, merci de compléter l'article en donnant les références utiles à sa vérifiabilité et en les liant à la section « Notes et références ».
Pour les articles homonymes, voir Donoso et Cortés.
Juan Francisco María de la Salud Donoso Cortés y Fernández Canedo, premier marquis de Valdegamas, né le 6 mai 1809 à Valle de la Serena, près de Badajoz (Estrémadure), et mort le 3 mai 1853 à Paris, est un écrivain et homme politique espagnol. Il a développé une philosophie de l'histoire originale, pessimiste, providentialiste, et qui était devenue à la fin de sa vie une théologie de l'histoire ; elle mêle l'influence de Giambattista Vico et celle de plusieurs grands auteurs chrétiens, notamment saint Augustin et Bossuet. Les historiens de la pensée politique le placent en général dans le courant contre-révolutionnaire, au côté d'Edmund Burke, Louis de Bonald, et surtout de Joseph de Maistre, duquel il est le plus proche.
En tant qu'homme politique, il a joué un rôle important dans l'Espagne des années 1830 et 1840 : il conseille et soutient la régente Marie-Christine des Deux-Siciles, même après son exil en France. Il appuie par la suite le général Narváez, qui correspond à son idéal de la dictature militaire pour temps de crise. De son vivant, Donoso Cortés était célèbre dans toute l'Europe pour ses talents d'orateur, qu'il mettait en œuvre dans les discours qu'il prononçait aux Cortes, souvent longs, où abondent les références à la religion et à l'histoire universelle. Aujourd'hui, il est surtout connu pour avoir influencé la pensée du juriste et philosophe du droit allemand Carl Schmitt, qui lui a consacré une étude.

## Biographie

### Jeunesse
Fils aîné de Pedro Donoso Cortés, un avocat et propriétaire terrien d'Estrémadure, lointain descendant du conquistador Hernán Cortés, et de María Elena Fernández Canedo y Fernández Canedo, il étudie d'abord avec un précepteur, avant de partir étudier à l'âge de onze ans à Salamanque, puis au collège San Pedro, à Cacérès ; Juan s'y révèle particulièrement doué en logique et en métaphysique. En octobre 1823, il se rend à l'université de Séville ; c'est là qu'il fait la connaissance de Nicomedes Pastor Díaz, lui aussi futur journaliste et homme politique. Il termine ses études de droit à l'âge de dix-neuf ans ; trop jeune pour être avocat, il se tourne vers l'enseignement, et obtient à l'automne 1828 une chaire de littérature au collège de Cáceres, recommandé par l'écrivain Manuel Quintana. Ce dernier, poète d'orientation politique libérale, lui fait lire les œuvres de Rousseau, Condorcet et Destutt de Tracy. À Cacérès, Donoso Cortés  fait la connaissance de Teresa Carrasco, qu'il épouse en 1830.
La même année, Donoso Cortés part à Madrid, où il travaille avec son père comme avocat. Ses poésies sont appréciées, mais il se fait surtout connaître par son Mémoire sur la situation actuelle de la monarchie, adressé au roi Ferdinand VII, qui lui permet d'obtenir un emploi au secrétariat du ministre de la Justice. C'est un texte d'orientation libérale et conservatrice, dans lequel il défend les droits de Ferdinand VII à occuper le trône contre les partisans de don Carlos. À la mort du roi, il prend parti en faveur de la reine Isabelle II et de la régence de sa mère Marie-Christine des Deux-Siciles.

### Journaliste et homme politique
Il écrit en 1834 les Considérations sur la diplomatie et son influence sur la situation politique et sociale de l'Europe, de la Révolution de juillet au traité de la Quadruple alliance. Il y expose son admiration pour la Constitution de 1812, et se montre partisan d'un gouvernement « au nom de l'intelligence ». Visiblement inspiré par la lecture de certains doctrinaires français comme Royer-Collard, il fonde le principe de la légitimité du souverain non pas sur son élection par le peuple, mais sur la conformité de ses actes avec la justice. 
Son unique fille et sa femme meurent successivement pendant l'été 1835. En novembre de la même année, il participe à la recréation de l'Athénée de Madrid avec Salustiano Olózaga et Ángel de Saavedra. Élu député par la circonscription de Cadix en 1837, il est nommé secrétaire du conseil des ministres présidé par Mendizábal ; cependant, tombant en désaccord avec ce dernier, il démissionne peu de temps après.
Pour diffuser ses idées, il fonde le journal El Porvenir, tout en contribuant, entre autres, au Piloto, à la Revista de Madrid et au Correo Nacional. Il donne en 1836-1837 un cours de droit public à l'Athénée de Madrid, qui suscite de nombreuses réactions, pour la plupart défavorables. En 1840, quand Espartero devient régent, il doit quitter l'Espagne, et accompagne l'ancienne régente Marie-Christine dans son exil en France, d'où il rédige les différents manifestes qu'elle adresse aux Espagnols.
En 1843, lorsqu'Espartero est renversé par Narváez, Donoso Cortés revient en Espagne, et Marie-Christine lui confie l'éducation de sa fille, la reine Isabelle II. Il prend part à nouveau aux débats des Cortès, où il est réputé pour ses talents d'orateur, et joue un grand rôle dans la rédaction de la Constitution de 1845. Il se fait notamment remarquer par un plaidoyer en faveur des mariages espagnols, qui voient Isabelle et sa sœur épouser respectivement l'infant François d'Assise et le duc de Montpensier ; il est nommé à cette occasion grand-croix de la Légion d'honneur par Louis-Philippe. Profondément marqué par le décès de son frère Pedro en 1847, il s'intéresse aux mystiques catholiques, notamment Thérèse d'Avila et Louis de Grenade. En 1848, il entre à l'Académie royale espagnole, et prononce à cette occasion son discours sur la Bible.

### Un intellectuel contre-révolutionnaire
La même année, Donoso Cortés est nommé ambassadeur à Berlin, auprès de la Prusse ; les évènements liés au Printemps des peuples contribuent sans doute notablement à l'évolution de ses idées politiques. C'est en effet à ce moment-là qu'il rejette définitivement le libéralisme pour se rapprocher du traditionalisme du philosophe savoisien Joseph de Maistre et du français Louis de Bonald. Ce changement est rendu public dans son Discours sur la dictature, prononcé le 4 janvier 1849 devant les Cortès espagnols ; il y fait l'éloge du gouvernement dictatorial établi par le général Narváez, défendant la légalité de la dictature gouvernementale comme seule alternative à la dictature de la révolution.
En 1851, il fait publier en français et en espagnol l'Essai sur le catholicisme, le libéralisme et le socialisme, qui est abondamment commenté dans la presse européenne ; certains catholiques attaquent l'ouvrage, ce qui amène Louis Veuillot à prendre sa défense dans son journal l'Univers; ce dernier restera d'ailleurs l'unique éditeur des Œuvres de Donoso Cortés après sa mort. Par la suite, il met sans succès son autorité intellectuelle au service de la réconciliation entre les partisans de Charles V et d'Isabelle II qui se disputent le trône d'Espagne.
Dans les mois précédant sa mort, son pessimisme ne fait que s'accentuer. Il va jusqu'à écrire, dans une lettre du 12 novembre : « Je ne dirai rien sur ce qui est possible à présent ; je crois, en mon âme et conscience, que rien n'est possible. Le grand crime du libéralisme, c'est d'avoir tellement détruit le tempérament de la société qu'elle ne peut rien supporter, ni le bien, ni le mal. » Nommé ambassadeur à Paris, il y décède en 1853. En France, Louis Veuillot et Charles de Montalembert font son éloge funèbre dans l'Univers et le Correspondant ; Montalembert se montre cependant plus réservé que Veuillot et critique le rejet absolu du libéralisme exprimé par Donoso Cortés dans ses derniers écrits.

### Postérité
Le 3 avril 1873, le duc d’Aumale (Henri d'Orléans) lors de son discours d'élection à l'Académie française rendit hommage à son prédécesseur le comte de Montalembert en reprenant les propos de ce dernier au sujet de Donoso Cortès : « He darted into fame » (« Du premier bond, il conquit la renommée »). Une édition complète de ses œuvres a été donnée à Madrid après sa mort. Au XXe siècle, sa pensée a été étudiée par un grand nombre de philosophes politiques, de sociologues, et d'historiens des idées, surtout allemands (Carl Schmitt, Stuart Schram, Ludwig Fischer, Erich Przywara), mais aussi français (Jules Chaix-Ruy), italiens, espagnols, portugais, etc.

## Pensée
Les idées de Cortés sur l'autorité religieuse ont influencé l'Église catholique pendant plus d'un siècle. Faisant écho à la pensée de Joseph de Maistre, Donoso estime que l'infaillibilité est un caractère essentiel de l'autorité. Sa théorie de l'infaillibilité contribue à jeter les bases de la doctrine de l'infaillibilité pontificale qui sera promulguée par le pape Pie IX en 1870 lors du concile Vatican I. Au début des années 1850, le cardinal Raffaele Fornari, à la demande du pape Pie IX, demande au penseur espagnol une liste de propositions religieuses et philosophiques à caractère hérétique. Le pensée réactionnaire de Donoso Cortés se reflète dans sa lettre au cardinal Fornari. Les idées affirmées dans cette lettre transparaissent dans le Syllabus de Pie IX, publié avec l'encyclique Quanta cura en 1864.

## Citations
- « L'histoire, ce clair miroir où Dieu regarde extérieurement ses desseins. »
- « Un soldat est un esclave en uniforme. »
- « La république subsistera en France, parce qu'elle est la forme nécessaire du gouvernement, chez les peuples ingouvernables. »
- « Je représente la tradition, par laquelle les nations demeurent dans toute l'étendue des siècles. Si ma voix a une quelconque autorité, Messieurs, ce n'est pas parce que c'est la mienne : c'est parce que c'est la voix de nos pères. »
- « Voilà toute ma doctrine : le triomphe naturel du mal sur le bien et le triomphe surnaturel de Dieu sur le mal. Là se trouve la condamnation de tous les systèmes progressistes, au moyen desquels les modernes philosophes, trompeurs de profession, endorment les peuples, ces enfants qui ne sortent jamais de l'enfance."
- « …toute vérité politique ou sociale, se convertit nécessairement en une vérité théologique. » - Essai sur le Catholicisme, le libéralisme et le socialisme ; ch.1 § 6
- « Toute parole qui sort des lèvres de l’homme est une affirmation de la divinité, même celle qui la maudit ou qui la nie. » - Essai sur le Catholicisme, le libéralisme et le socialisme ; ch.1 § 7
- « Je ne sais s’il y a quelque chose sous le soleil de plus vil et de plus méprisable que le genre humain hors des voies catholiques.» - Essai sur le Catholicisme, le libéralisme et le socialisme; ch. 5 § 10
- « Le nouveau paganisme tombera dans un abîme plus profond et plus horrible encore. Celui qui doit lui river sur la tête le joug de ses impudiques et féroces insolences, s’agite peut-être déjà dans la fange des cloaques sociaux.» - Essai sur le Catholicisme, le libéralisme et le socialisme; ch. 5 § 11

## Œuvres
- L'arrivée de Cristina : pièce lyrique à l'occasion des heureuses noces du Roi (La venida de Cristina : Silva liríca con motivo de las felices bodas de El Rey, D.M. de Burgos, Madrid, 1829)
- Mémoire sur la situation actuelle de l'Espagne, 1832
- Essai sur la diplomatie européenne, depuis la Révolution de Juillet jusqu'au traité de la Quadruple Alliance, 1834
- L'Espagne depuis 1834
- Cours de droit politique (Lecciones de Derecho político, Compañia Tipográfica, Madrid, 1837, 48 p.)
- Principes constitutionnels appliqués au projet de loi fondamentale (Principios constitucionales aplicados al proyecto de Ley fundamental, Compañia Tipográfica, Madrid, 1837, 80 p.)
- De la monarchie absolue en Espagne
- Discours sur la Dictature, 1849. Réédité en 1974 dans "Les Cahiers du futur" n°2, Champ Libre.
- Discours sur l'Europe, 1850
- Lettres et discours de M. Donoso Cortés, Lecoffre, Paris, 1850, 97 p.
- Essai sur le catholicisme, le libéralisme et le socialisme[8], Bibliothèque nouvelle, Paris, 1851, 424 p., réédition Dominique Martin Morin, Bouère, 1986,  (ISBN 2-85652-086-3) (Ensayo sobre el Catolicismo, el Liberalismo y el Socialismo, M. de Rivadeneyra, Madrid, 1851, 414 p.).
- Lettre au Cardinal Fornari sur les erreurs de notre temps, 1852
- Lettre sur le parlementarisme, 1852
- Œuvres de Donoso Cortès, marquis de Valdegamas, ancien ambassadeur d'Espagne près la Cour de France. Publiées par sa famille, précédées d'une introduction par Louis Veuillot. Trois volumes, Vaton Auguste, 1858